# Szergej Vlagyimirovics Mihalkov
Szergej Vlagyimirovics Mihalkov (oroszul: Сергей Владимирович Михалков), (Moszkva, 1913. február 28. (március 13.) – Moszkva, 2009. augusztus 27.) szovjet (orosz) író, költő, a szovjet és a mai orosz himnusz szövegírója.

## Élete
Nemesi családból származott. Tengernagyok, kormányzók és hercegek tartoztak ősei közé. Népszerű íróvá az 1930-as években vált különböző gyermekkönyvek és szatirikus mesék szerzőjeként. Sztálin 1942-ben bízta meg a szovjet himnusz szövegének megírásával, ami az Internacionálét váltotta fel. (A zenét Alekszandr Alekszandrov szerezte). Az új himnuszt 1943-ban mutatták meg Sztálinnak, és 1944. január 1-jével vált a Szovjetunió hivatalos himnuszává.
Az általa írt új szöveggel 1977. május 27-én hagyta jóvá a Szovjetunió Legfelsőbb Tanácsa, az alkotmány pedig 1977. október 7-én hivatalossá is tette.
87 éves korában, Putyin megbízásából új szöveget írt. 2001 óta ez a Mihalkov szöveg az orosz himnusz hivatalos szövege. (Jelcin idejében a régi cári himnusz volt a hivatalos.)
Mihalkov munkássága természetesen jóval gazdagabb ennél. Sikeres szatirikus színdarabokat, meséket, filmforgatókönyveket is írt szép számmal. Háromszor kapott értük Sztálin-díjat (1941, 1942, 1950), Lenin-díjat, Állami díjat stb. Gyerekkönyvei közül több megjelent magyarul is (Állatmesék, Álom folytatásban, Miénk a világ).
Kilencvenedik születésnapján Vlagyimir Putyin a lakásán tüntette ki. 53 évet élt első feleségével, Natalja Koncsalovszkajával (szintén ismert író), Pjotr Koncsalovszkij festőművész lányával, Vaszilij Szurikov klasszikus orosz festő unokájával. Koncsalovszkaja halála után (1997) feleségül vette Julija Szubbotyina fizikust.
Szergej Mihalkov Nyikita Mihalkov Oscar-díjas orosz filmrendező és Andrej Koncsalovszkij (ma már inkább amerikai) filmrendező apja volt. Utolsó kitüntetését is Putyin elnöktől kapta a 95. születésnapján.

## Magyarul
- A vörös nyakkendő. Színmű; ford. Kiss József; Athenaeum, Bp., 1950
- A vörös kendő. Színmű; ford. Laták István; Bratsztvo-Jedinsztvo, Noviszád, 1950 (Színpadunk)
- Így; ford. Gortvai Tivadar, ill. A. Pahomov; Ifjúsági, Bp., 1951
- A Lenin-múzeumban; ford. Lator László; Ifjúsági, Bp., 1952
- Öt kis cica; ford. V. Rab Zsuzsa, ill. Lebegyeva; Ifjúsági, Bp., 1953
- Rákok. Szatirikus vígjáték; ford. Rákos Ferenc; Új Magyar Kiadó, Bp., 1954 (Szovjet színpad)
- Botcsinálta revizorok. Szergej Mihalkov [et al.] vidám jelenetei; ford. Zoltán Lajos et al.; Népszava, Bp., 1955 (Színjátszók könyvtára)
- Négy vidám egyfelvonásos; ford. Székely András, Zoltán Lajos; Népszava, Bp., 1956 (Színjátszók könyvtára)
- A három kismalac. Angol mese nyomán; ford. Szirmai Marianne, ill. K. Rotov; Gyetgiz, Moszkva, 1959
- Sombrero. Vígjáték; ford. Csoma Sándor; Gondolat, Bp., 1960 (Játékszín)
- Állatmesék; ford. Rab Zsuzsa, ill. Róna Emy; Móra, Bp., 1974
- Miénk a világ avagy A rakoncátlanság ünnepe; ford. Ágai Ágnes, ill. T. Ogorodnyikova; Móra, Bp., 1977
- Bodri; ford. Migray Emőd, ill. A. Szavcsenko; Móra, Bp., 1982
- Álom folytatásokban; ford. Petrovácz István, ill. Bódi Ágnes; Móra, Bp., 1985